# Gastropini
Gastropini Cresson, 1948 (Gastropsini nella denominazione originaria), è una tribù di insetti della famiglia Ephydridae (Diptera: Schizophora), prevalentemente rappresentata nell'ecozona neotropicale.

## Descrizione
Gli adulti hanno corpo di dimensioni variabili, secondo la specie, da 2 a 5 mm di lunghezza, livrea scura con riflessi lucenti, a volte metallici. Capo di varia conformazione, in generale con fronte ampia, faccia glabra, con setole relativamente brevi ai margini. antenne con arista pettinata e con pedicello privo di setola dorsale. Ali uniformemente ialine o offuscate, in alcune specie con maculature zonali.

## Biologia
Scarse sono le conoscenze relative alla biologia di questi efidridi, in gran parte incentrate su segnalazioni che riguardano alcune specie dalla collocazione tassonomica incerta. In letteratura ricorrono infatti riferimenti ad un'attività di predazione a carico delle uova di rane, per lo più della famiglia Leptodactylidae, da parte di alcune specie di entrambi i generi (Gastrops niger, Gastrops willistoni, Beckeriella niger). Gli studi relativi a questa associazione trofica sono stati tuttavia condotti, fondamentalmente, da erpetologi e mancano riferimenti dettagliati e circostanziati relativi all'esatta identificazione delle specie coinvolte.
In ambito entomologico, i riferimenti a questa associazione trofica sono in generale estesi all'intero gruppo, in particolare al genere Beckeriella, per quanto manchino, per la maggior parte delle specie, comunicazioni che attestino dettagliatamente e specificamente l'effettiva associazione con gli anfibi.

## Sistematica
La tribù dei Gastropini si inquadra nell'ambito della sottofamiglia Gymnomyzinae e comprende due soli generi:
- Gastrops Williston, 1897
- Beckeriella Williston, 1897

Entrambi i generi furono istituiti, come monotipici, da Williston (1897) e messi in relazione, per l'affinità morfologica, con i generi Lytogaster e Hecamede. Le conoscenze relative a questi due generi sono caratterizzate da una sostanziale incertezza, che si è protratta per oltre un secolo. Nella prima metà del XX secolo, i contributi relativi alla tassonomia di questi generi si sono limitati all'aggiunta di nuove specie, soprattutto nel genere Gastrops, con descrizioni sintetiche e poco integrate in una trattazione organica.
La tribù dei Gastropini fu istituita da Cresson (1949), allora denominata Gastropsini, e inquadrata sistematicamente nella sottofamiglia delle Parydrinae, allora chiamata Napaeinae. Questa impostazione tassonomica è rimasta pressoché invariata fino agli anni ottanta e confermata dagli specialisti che si sono occupati di questi ditteri, quali Wirth e Lizarralde de Grosso. A questi si devono i sostanziali contributi più recenti, in materia di classificazione di nuove specie, sviluppati tra la fine degli anni sessanta e gli anni novanta. Negli anni novanta si è poi formalizzata la definitiva collocazione dei Gastropini nella sottofamiglia delle Gymnomyzinae, in un quadro che ha rivoluzionato l'intera struttura tassonomica della famiglia.
Agli inizi del XXI secolo permangono ancora incertezze sulle relazioni filogenetiche fra i due generi, che sono comunque considerati strettamente correlati, e fra i Gastropini e gli altri Efidridi, in un quadro più generale. In letteratura ricorre inoltre una condizione di confusione in merito alla precisa identità delle specie Gastrops niger e Beckeriella niger: entrambi i nomi sono associati a Williston (1897), ma non esiste, nel lavoro originario alcun riferimento alla specie Beckeriella niger. Il contesto lascerebbe perciò intendere che i due nomi facciano riferimento alla stessa specie e che B. niger sia il nome definitivo di G. niger. Quest'ultimo resta tuttavia, formalmente, il tipo nomenclaturale del genere Gastrops e non si è trovata traccia, in letteratura, della formale sinonimizzazione di G. niger con B. niger: entrambe le specie sono infatti menzionate dai ditterologi in differenti sedi come distinte e solo nell'ambito dei rimandi bibliografici a studi di erpetologia si fa un'implicita confusione fra i due nomi.
A prescindere dalla presunta identità di G. niger e B. niger, nel complesso, la tribù comprende poco più di 20 specie, così ripartite:
- Beckeriella. Quindici specie: 
  - B. bispinosa (Fabricius, 1805) (=Ephydra bispinosa Thomson, 1869)
  - B. clypeata Lizarralde de Grosso, 1986
  - B. fasciata Mathis & Grimaldi, 2000
  - B. filipina Lizarralde de Grosso, 1994
  - B. gigas Lizarralde de Grosso, 1986
  - B. longiventris Lizarralde de Grosso, 1991
  - B. maculata Mathis & Grimaldi, 2000
  - B. magnicornis Cresson, 1934
  - B. niger (Williston, 1897) (=Gastrops niger Williston, 1897 ?)
  - B. paragigas Lizarralde de Grosso, 1991
  - B. parapendicornis Lizarralde de Grosso, 1992
  - B. pendicornis Cresson, 1934
  - B. pseudoclypeata Lizarralde de Grosso, 1991
  - B. schildi Cresson, 1934
  - B. wirthi Lizarralde de Grosso, 1998
- Gastrops. Otto specie:
  - G. auropunctatus Hendel, 1930 (=G. auropunctata secondo alcuni Autori)
  - G. flavipes Wirth, 1958
  - G. fuscivenosus Wirth, 1958
  - G. nebulosus Coquillett, 1900 (=G. nebulosa secondo alcuni Autori)
  - G. niger Williston, 1897 (=G. nigra secondo alcuni Autori)
  - G. ringueleti Lizarralde de Grosso, 1984
  - G. willistoni Cresson, 1914
  - G. bicuspidatus (Karsch, 1881)

## Distribuzione
Per lungo tempo, entrambi i generi erano ritenuti esclusivi del continente americano, con prevalente concentrazione nella regione neotropicale. Per il genere Beckeriella è stata però accertata una distribuzione più ampia, con la segnalazione di tre nuove specie presenti in altre regioni tropicali del pianeta: una nelle Filippine (Lizarralde de Grosso, 1994) e due nel Madagascar (Mathis & Grimaldi, 2000).
La tribù ha pertanto distribuzione afrotropicale, neartica, neotropicale e indomalesiana, con maggior grado di biodiversità nel Neotropico. Le sole specie non americane sono B. filipinica (OR), B. fasciata e B. maculata (AF).